# جامبو اینتراکتیو
جامبو اینتراکتیو (انگلیسی: Jumbo Interactive) شرکت فناوری اطلاعات استرالیایی است، که در سال ۱۹۹۵ تأسیس شد.